# Epimelitta manni
Epimelitta manni là một loài bọ cánh cứng trong họ Cerambycidae.